# Emblemariopsis
Emblemariopsis är ett släkte av fiskar. Emblemariopsis ingår i familjen Chaenopsidae.
Kladogram enligt Catalogue of Life:
| Emblemariopsis | \| \| Emblemariopsis arawak \| \| \| \| \| \| Emblemariopsis bahamensis \| \| \| \| \| \| Emblemariopsis bottomei \| \| \| \| \| \| Emblemariopsis carib \| \| \| \| \| \| Emblemariopsis dianae \| \| \| \| \| \| Emblemariopsis diaphana \| \| \| \| \| \| Emblemariopsis leptocirris \| \| \| \| \| \| Emblemariopsis occidentalis \| \| \| \| \| \| Emblemariopsis pricei \| \| \| \| \| \| Emblemariopsis ramirezi \| \| \| \| \| \| Emblemariopsis randalli \| \| \| \| \| \| Emblemariopsis ruetzleri \| \| \| \| \| \| Emblemariopsis signifer \| \| \| \| \| \| Emblemariopsis tayrona \| \| \| \| |
|                | \| \| Emblemariopsis arawak \| \| \| \| \| \| Emblemariopsis bahamensis \| \| \| \| \| \| Emblemariopsis bottomei \| \| \| \| \| \| Emblemariopsis carib \| \| \| \| \| \| Emblemariopsis dianae \| \| \| \| \| \| Emblemariopsis diaphana \| \| \| \| \| \| Emblemariopsis leptocirris \| \| \| \| \| \| Emblemariopsis occidentalis \| \| \| \| \| \| Emblemariopsis pricei \| \| \| \| \| \| Emblemariopsis ramirezi \| \| \| \| \| \| Emblemariopsis randalli \| \| \| \| \| \| Emblemariopsis ruetzleri \| \| \| \| \| \| Emblemariopsis signifer \| \| \| \| \| \| Emblemariopsis tayrona \| \| \| \| |
|                | Acanthemblemaria |
|                | |
|                | Chaenopsis |
|                | |
|                | Cirriemblemaria |
|                | |
|                | Coralliozetus |
|                | |
|                | Ekemblemaria |
|                | |
|                | Emblemaria |
|                | |
|                | Hemiemblemaria |
|                | |
|                | Lucayablennius |
|                | |
|                | Mccoskerichthys |
|                | |
|                | Neoclinus |
|                | |
|                | Protemblemaria |
|                | |
|                | Stathmonotus |
|                | |
|                | Tanyemblemaria |
|                | |
|                | Emblemariopsis arawak |
|                | |
|                | Emblemariopsis bahamensis |
|                | |
|                | Emblemariopsis bottomei |
|                | |
|                | Emblemariopsis carib |
|                | |
|                | Emblemariopsis dianae |
|                | |
|                | Emblemariopsis diaphana |
|                | |
|                | Emblemariopsis leptocirris |
|                | |
|                | Emblemariopsis occidentalis |
|                | |
|                | Emblemariopsis pricei |
|                | |
|                | Emblemariopsis ramirezi |
|                | |
|                | Emblemariopsis randalli |
|                | |
|                | Emblemariopsis ruetzleri |
|                | |
|                | Emblemariopsis signifer |
|                | |
|                | Emblemariopsis tayrona |
|                | |

|  | Emblemariopsis arawak       |
|  |                             |
|  | Emblemariopsis bahamensis   |
|  |                             |
|  | Emblemariopsis bottomei     |
|  |                             |
|  | Emblemariopsis carib        |
|  |                             |
|  | Emblemariopsis dianae       |
|  |                             |
|  | Emblemariopsis diaphana     |
|  |                             |
|  | Emblemariopsis leptocirris  |
|  |                             |
|  | Emblemariopsis occidentalis |
|  |                             |
|  | Emblemariopsis pricei       |
|  |                             |
|  | Emblemariopsis ramirezi     |
|  |                             |
|  | Emblemariopsis randalli     |
|  |                             |
|  | Emblemariopsis ruetzleri    |
|  |                             |
|  | Emblemariopsis signifer     |
|  |                             |
|  | Emblemariopsis tayrona      |
|  |                             |